# Roquecourbe
Roquecourbe település Franciaországban, Tarn megyében. Lakosainak száma 2181 fő (2022. január 1.). Roquecourbe Burlats, Castres, Lacrouzette, Montredon-Labessonnié, Saint-Germier és Saint-Jean-de-Vals községekkel határos.

## Népesség
A település népessége az elmúlt években az alábbi módon változott:
| Lakosok száma | 2306 | 2236 | 2249 | 2206 | 2202 | 2187 | 2185 | 2183 | 2181 |
|               | 2013 | 2015 | 2016 | 2017 | 2018 | 2019 | 2020 | 2021 | 2022 |